# Tikansaari (ö i Norra Savolax, Varkaus, lat 62,15, long 28,61)
Tikansaari är en ö i Finland. Den ligger i sjön Enonvesi och i kommunen Varkaus i den ekonomiska regionen  Varkaus ekonomiska region  och landskapet Norra Savolax, i den sydöstra delen av landet, 290 km nordost om huvudstaden Helsingfors. Öns area är 45,5 hektar och dess största längd är 2 kilometer i sydöst-nordvästlig riktning.